# Pandémie de Covid-19 au Chili
La pandémie de Covid-19 au Chili, crise sanitaire majeure provoquée par la maladie à coronavirus 2019, démarre officiellement le 3 mars 2020. À la date du 24 octobre 2022, le bilan officiel est de 61 549 morts.

## Chronologie

### 2020
Le Chili enregistre son premier décès lié à l'épidémie de coronavirus le 21 mars 2020.
Le ministre de la Santé publique a confirmé un premier cas de contamination à la Covid-19 au Chili, faisant ainsi du pays le cinquième d'Amérique latine à signaler une infection après le Brésil, le Mexique, l'Équateur et l'Argentine,, cette dernière ayant signalé son premier cas quelques heures auparavant. Le patient zéro est un homme de 33 ans de la ville de Talca.
L'épidémie était à l'origine principalement concentrée sur Santiago, la capitale du pays. Jusqu'au 21 mars, 71 % des contaminés habitaient dans la capitale, qui représente 38 % de la population chilienne. L'épidémie s'est ensuite plus largement étendue aux provinces : entre les 20 et 25 mars, la proportion de malades issus du reste du pays est passée de 28 % à 42 %.
À Santiago, le taux de mortalité pour 100 000 habitants est de 2 à 2,5 fois plus élevé dans les quartiers au fort taux de pauvreté que dans les quartiers aisés.
L'épidémie atteint le 24 mars l'île éloignée de Pâques.

### 2021
Au 25 janvier 2021, plus de 700 000 cas et plus de 18 000 décès ont été comptabilisés.
En avril 2021, le secrétaire d'État à la Santé Alfredo Dougnac, annonce "une augmentation soutenue et préoccupante du groupe des moins de 59 ans" dans les soins intensifs et affirme que «le groupe des moins de 39 ans surpasse celui des plus de 70 ans».
Au 27 mai 2021, le nombre total est de 1 344 618 cas, et le nombre de décès de 28 624.
Au 23 août 2021, 1 641 091 cas et 37 090 décès sont comptabilisés. Le taux de mortalité est de 2,26%.
En octobre 2021, malgré le retour du printemps, la pandémie repart à la hausse.
En novembre, 89.52% de la population est vaccinée.

### 2022
Au début de l'année 2022, 89,6% de la population âgée de 3 ans et plus a un schéma vaccinal complet de deux doses ou d'une dose de vaccin à dose unique, et 73,9% a reçu une troisième dose ou une dose de rappel.
Mais la nouvelle vague de contaminations massive incite le gouvernement à administrer une quatrième dose, à partir du 10 janvier 2022, aux personnes immunodéprimées, au personnel de santé et aux personnes âgées en maisons médicalisées. En février c'est au tour des personnes âgées de plus de 55 ans, ce que critique le directeur général de l'Organisation mondiale de la santé Tedros Adhanom Ghebreyesus :
"Des programmes de rappel sans discernement ont toutes les chances de prolonger la pandémie, plutôt que d'y mettre fin, en détournant les doses disponibles vers les pays qui ont déjà des taux de vaccination élevés, offrant ainsi au virus plus de possibilités de se répandre et de muter".
En juin, une cinquième vague de contaminations se dessine. Gabriel Boric, le nouveau Président, suspend ses activités en raison d'une infection virale et des effets secondaires d'une quatrième dose du vaccin contre le coronavirus reçue peu avant.
En août le pays totalise 4,3 millions cas et 59 741 décès. La population vaccinée est de 18 millions personnes.

## Statistiques

Nombre de cas au Chili depuis le début de l'épidémie.

Nombre de morts au Chili depuis le début de l'épidémie.

## Mesures de protection
Le président Sebastián Piñera instaure « l'état d'exception constitutionnel pour catastrophe » permettant le déploiement de l'armée pour le maintien de l'ordre. Les frontières du pays sont par ailleurs fermées depuis le 18 mars. En revanche, aucune mesure de quarantaine n'a été annoncée. Le président décide finalement, le 26 mars, d'imposer au moins une semaine de confinement pour la région de Santiago.
Le gouvernement chilien a longtemps été réticent à prendre des mesures, refusant systématiquement les mesures de confinement que réclament les organisations de professionnels de la santé et l'opposition politique. Le ministre de la Santé, Jaime Mañalich, affirme le 14 mars que « la fermeture des classes était irresponsable ». Le 22 mars, il posait la question : et « si le virus mutait et devenait sympathique, pourquoi imposer un confinement à tout le pays ? ».
D'après la correspondante au Chili du journal L'Humanité : « Le Chili a eu la chance de n'avoir eu son premier cas de coronavirus que le 3 mars. Le pays bénéficiait de l’expérience concrète de différents pays touchés préalablement et qui ont réagi de façons très différentes. À l'aune des décisions prises ailleurs, de l'analyse des moyens disponibles, on aurait pu penser que le gouvernement aurait choisi la voie la meilleure pour lutter contre le virus. Il n'en a rien été. Tout se passe comme si c'était au Chili que le coronavirus était apparu en premier. » Selon lui, alors que la plupart des salariés continuent d'aller travailler, le gouvernement « privilégie les stratégies économiques favorables à ses amis. Le confinement total obligerait à poser la question des ressources de millions de Chiliens privés d’emploi pendant cette période. Et donc celle de la redistribution des richesses. Les riches ne sont absolument pas d'accord et ce sont eux qui dirigent le pays. »
Le gouvernement encourage dès la fin avril 2020 la réouverture des centres commerciaux et la reprise du travail présentiel, mais change d'attitude le 13 mai en plaçant la région de Santiago en confinement. Cette situation entraîne une importante perte de revenus pour les familles les plus vulnérables, dans un pays où plus de 30 % des actifs travaillent dans le secteur informel.
Une enquête est ouverte en octobre 2020 concernant de possibles manipulations des chiffres des rapports épidémiologiques par le ministre de la Santé.

## Limites du système de santé
Le fonctionnement du système de santé est décrié pour son caractère très inégalitaire. Au Chili, il existe « une santé pour les riches, et une santé pour les pauvres », souligne Alejandra Fuentes-Garcia, professeure en santé publique à l’Université du Chili. Près de 80 % de la population, les plus pauvres notamment, sont affiliés au système de santé public. Les plus riches sont affiliés à des assurances santé privées. Le système de santé public est sous-financé et ne semble pas en mesure de faire face à une crise. En temps normal, des patients sont refusés, faute de lits ou de personnel.
Alors que selon le gouvernement le pic de la contagion de Covid-19 est attendu dans le pays en mai ou juin, les inégalités d’accès à la santé « seront manifestes aussi pendant l’épidémie, estime José Miguel Bernucci, secrétaire national du principal syndicat de médecins. Car le système santé chilien dispose de moitié moins de lits de soins intensifs que l’Italie, proportionnellement à sa population, et les chiffres sont encore moins bons si l’on prend en compte uniquement les hôpitaux publics. »
Fin mai 2021 les services de réanimation sont occupés à plus de 300% par rapport au début de la pandémie, et le nombre de cas de Covid est en nette hausse.
Début juin 2021, début de l'hiver, "il ne reste plus que 146 lits disponibles en soins intensifs pour tout le pays".

### Vaccination
Depuis mars 2021 le nombre de décès a augmenté fortement : à la fin de mars, plus de 7.000 contaminations sont enregistrées en 24 heures, "soit le deuxième chiffre le plus élevé depuis le début de la pandémie".
En mai 2021, les Chiliens sont vaccinés à 54,52%, près de 40% de la population a déjà reçu deux doses et il est le 3° pays le plus vacciné au monde, essentiellement avec le vaccin chinois Coronavac (à 93%). En avril 2021, face à l'urgence le Chili a approuvé l'utilisation en urgence du vaccin chinois CanSino Biologics en une seule dose.
Le Chili qui projette d'avoir vacciné 80% de la population totale du pays d'ici le 30 juin 2021 pour atteindre l'immunité collective, met en place le 26 mai 2021 un « pass sanitaire » ou « pass mobilité » pour permettre aux "personnes vaccinées de sortir sans permis, même pendant le confinement".
Le 4 juin 2021, 53% de la population est pleinement vaccinée.
En octobre 2021, malgré leur vaccination à 73,1 % et à la nécessité du tourisme pour leur économie, les habitants de l'Ile de Pâques, votent majoritairement contre le retour des touristes dans leur île. Ils reviennent sur cette décision en août 2022 et autorisent la reprise progressive et prudente de l'accueil des touristes.
Le 10 janvier 2022 le Chili commence à administrer une quatrième dose de vaccin.

## Conséquences politiques et économiques
L'épidémie a provoqué la fin du mouvement de protestation contre le gouvernement. Alors que ses conséquences économiques risquent de toucher principalement les plus pauvres, l'épidémie pourrait mettre en lumière le caractère inégalitaire de la société chilienne, un des principaux griefs des manifestants qui réclamaient davantage de présence de l'État dans les domaines de la santé, de l'éducation et des retraites, aux mains du secteur privé depuis le régime militaire de Pinochet.
Le référendum sur l'adoption d’une nouvelle constitution est repoussé. Seul le parti ultraconservateur Union démocrate indépendante (UDI), nostalgique de la dictature du général Pinochet, s'est opposé à cette mesure, tablant sur une forte abstention pour conserver la Constitution héritée de la dictature.
Les chutes des Bourses mondiales ont causé de lourdes pertes aux Administrateurs de fonds de pension (AFP) privés auxquels cotisent les Chiliens, et significativement réduit leur capital retraite. Selon la Fondation Sol, 25 milliards de dollars ont été perdus en mars.
Des émeutes éclatent le 18 mai dans la banlieue pauvre de Santiago en raison des pénuries de nourriture. Une vingtaine de personnes sont arrêtées par la police. La municipalité d'El Bosque a publié un communiqué dans lequel elle dénonce la détérioration de « la qualité de vie des habitants » et le manque de considération du pouvoir central pour les plus pauvres : « Ce sont ces habitants et habitantes qui, après plus d'un mois sans pouvoir travailler, sans avoir vu non plus de mesure concrète de la part de l’État, protestent aujourd'hui », a écrit le maire. Ces émeutes conduisent le gouvernement à adopter, deux mois après l'instauration du confinement, un plan d'aide pour les plus pauvres. Un programme de distribution de colis alimentaires est mis en place mais est généralement jugé insuffisant. Les colis, théoriquement destinés aux familles démunies, sont souvent distribués de façon hasardeuse.
Le ministre de la Santé, Jaime Mañalich, démissionne de sa fonction le 13 juin, après plusieurs mois d’une gestion marquée par des hésitations et déclarations controversées. Il était particulièrement critiqué par l’Ordre des médecins du Chili, qui lui reprochait de n’avoir pas agi à temps face à l’avancée de l’épidémie dans le pays.
Un homme de 21 ans est abattu par les forces de l'ordre lors de manifestations sociales le 3 juillet, dans la périphérie de Santiago. Plus de 1 700 personnes sont arrêtées lors de ces manifestations au motif d'infraction à la quarantaine sanitaire ou de violation du couvre-feu.
Devenu très impopulaire (9% d'approbation et 74% de rejet en avril 2021), le président Sebastian Pinera perd au Parlement une partie des élus de sa majorité qui votent avec l'opposition de gauche plusieurs lois auxquelles le gouvernement s'opposait, dont l'une autorisant les habitants à puiser dans leur épargne retraite obligatoire, et une autre établissant une nouvelle taxe sur le cuivre et le lithium. Un projet de taxe sur les grandes fortunes est également à l'étude mais est finalement refusé par le Sénat.

## Crise environnementale
Le centre du Chili est frappé par une sécheresse sans précédent qui assèche les rivières, vide les réservoirs des barrages et rend les habitants plus vulnérables face à l'épidémie de coronavirus. Dans la région métropolitaine de Santiago et à Valparaiso, les précipitations de l'année 2019 ont été inférieures de 80 % au plus bas historique, et de 90 % dans la région de Coquimbo. Pour près de 1,5 million de personnes, la consommation quotidienne de 50 litres d'eau (soit la quantité minimum recommandée par l’Organisation mondiale de la santé pour subvenir aux besoins de base comme boire, se laver, cuisiner) est fournie par des camions-citernes. Selon Greenpeace, plus de 350 000 Chiliens se trouveraient dans une situation de pénurie et ne pourraient donc pas se protéger du coronavirus. L’organisation environnementale a appelé le gouvernement à déployer un plan d’urgence de distribution d’eau potable. Selon le directeur de Greenpeace Chile, Matías Asun, « le manque d’eau est en train de se transformer en ennemi létal ».
Depuis la dictature de Pinochet, les ressources en eau ont été presque intégralement privatisées. L'État conserve théoriquement le pouvoir de réguler la quantité d'eau puisé mais ne l'a jamais fait. En outre, le cas échéant, l'État devrait alors indemniser les détenteurs des droits de leurs pertes financières au prix du marché. L'eau est en conséquence inégalement distribuée. D'après Rodrigo Mundaca, porte-parole du Mouvement pour la défense de l'accès à l'eau, la terre et pour la protection de l'environnement, « dans une situation de pandémie comme aujourd'hui, cela montre une fois de plus que lorsqu'il existe un modèle d'appropriation privée de l'eau (…), cela ne garantit pas le droit humain à l'eau et rend les communautés encore plus fragiles ».